# Пурьгине-паз
Пурьгине-паз (эрз. пурьгине — гром; паз — бог) — в мордовской (эрзянской) мифологии бог грома, здоровья, чадородия, выступающий в эпических песнях о мироздании охранителем животных, заповедной рыбы.

## Мифология
Имя и образ возникли под воздействием балтийской мифологии (Перкунас). Под воздействием христианства Пурьгине-паз приобрёл некоторые атрибуты Ильи-пророка: он разъезжает по небу на колеснице, запряжённой тремя огненными конями, колёса колесницы высекают молнии. Иногда молнию представляли в виде самостоятельного божества — Ёндол-паза. В левой руке Пурьгине-паза — гром, в правой — дождь.
По некоторым мифам Пурьгине-паз — сын бога солнца Чи-паза и богини плодородия Анге Патяй (или Ведявы) — рождается хромым: когда бог спотыкается о тучи — гремит гром. Родители сбросили его на землю, где он женился на земной девушке Сырте (по другим вариантам он — зять Нишке-паза).
Пурьгине-паз соответствует мокшанскому богу грома Атяму.
Имя Пурьгине-паза схоже с именами богов грозы у индоевропейских народов: балтский Перкунас; арийский Парджанья; славянский Перун.